# Solänglar
Solänglar (Heliangelus) är ett släkte med fåglar i familjen kolibrier som återfinns i bergstrakter i Sydamerika. Släktet solänglar omfattar nio arter:
- Gyllensolängel (H. mavors)
- Turkospannad solängel (H. clarisse)
- Méridasolängel (H. spencei)
- Ametiststrupig solängel (H. amethysticollis)
- Kragsolängel (H. strophianus)
- Turmalinsolängel (H. exortis)
- Eldstrupig solängel (H. micraster)
- Purpurstrupig solängel (H. viola)
- Kungssolängel (H. regalis)

Tidigare erkändes den enigmatiska arten "Heliangelus" zusii. Studier har dock visat att den med största sannolikhet är en hybrid.